# Tjärnflon Hostån
Tjärnflon Hostån este o arie protejată (arie specială de conservare — SAC, sit de importanță comunitară — SCI) din Suedia întinsă pe o suprafață de 70,5 ha, integral pe uscat.

## Localizare
Centrul sitului Tjärnflon Hostån este situat la coordonatele 63°45′32″N 15°29′03″E / 63.759°N 15.4841°E.

## Înființare
Situl Tjärnflon Hostån a fost declarat sit de importanță comunitară în ianuarie 2002 pentru a proteja 3 specii de plante. Situl a fost protejat și ca arie specială de conservare în martie 2011.

## Biodiversitate
Situată în ecoregiunea boreală, aria protejată conține 6 habitate naturale: Păduri fino-scandinave bogate în ierburi cu Picea abies, Taiga vestică, Râuri naturale fino-scandinave, Mlaștini alcaline, Izvoare petrifiante cu formare de travertin (Cratoneurion), Izvoare fino-scandinave și mlaștini produse de izvoare bogate în minerale.
La baza desemnării sitului se află mai multe specii protejate de  plante (3): papucul doamnei (Cypripedium calceolus), Hamatocaulis vernicosus, ochii-șoricelului (Saxifraga hirculus).